# Moschea Huasi
La moschea Huasi (Huásì QīngzhēnsìP, lett. "Moschea multicolore") è una moschea di Linxia, in Cina, costruita sotto il regno dell'imperatore Chenghua (regno 1465-1487) della dinastia Ming. Templi buddhisti e palazzi imperiali sono l'architettura su cui si basa la costruzione della moschea. Venne costruita dai musulmani che vivevano nella città di Bosco della Fenice occidentale, ora area di Bafang di Linxia, Gansu. Ma Zhongying, durante la rivolta del 1928, procurò un incendio che distrusse l'edificio. Era in grado di contenere 2.000 persone e venne ricostruita nel 1941.